# Cine árabe
Cine árabe o Cine de Arabia se refiere al cine producido en el mundo árabe.

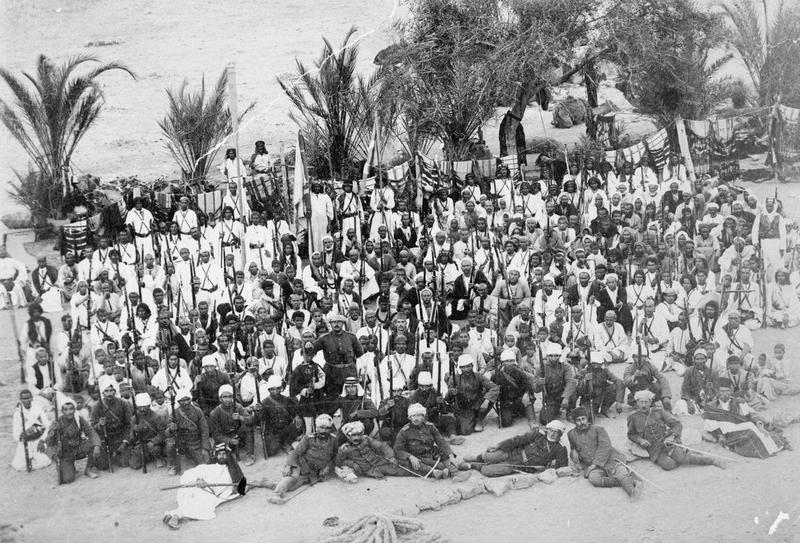
T.E. Lawrence y la revuelta árabe 1916-1918, una escena (Probablemente una pieza de representación cinematográfica), mostrando una multitud de soldados, tanto locales como indios, en Wejh, un puerto en la costa del Mar Rojo al norte de Yenbo, 1913 (Primera Guerra Mundial, 1914)

## Generalidades
El cine árabe está dominado por las películas egipcias. Tres cuartas partes de todas las películas árabes se producen en Egipto. Hay un creciente interés en las películas que se originan en el mundo árabe. Por ejemplo, cada día aparecen más películas de Argelia, Líbano, Marruecos, Palestina, Siria y Túnez en festivales de cine locales y en teatros de repertorio.

## Festivales
Hay numerosos festivales de cine que históricamente se han llevado a cabo en varias partes del mundo árabe para honrar y exhibir películas de las regiones árabes, así como eventos internacionales dedicados al cine producido en esta región del mundo.

### Asia

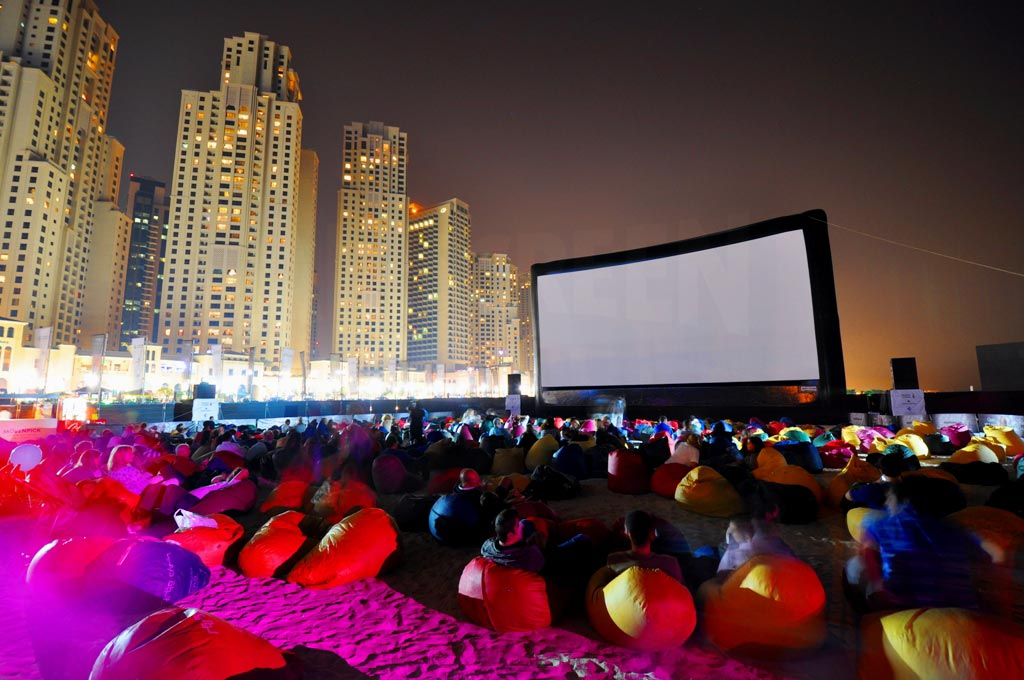
Pantalla inflable gigante exhibida en el Festival Internacional de Cine de Dubái en 2010.

El Festival Internacional de Cine de Dubái (DIFF) es un festival de cine realizado en la ciudad de Dubái, Emiratos Árabes Unidos. Estrenado en 2004, su objetivo es fomentar el crecimiento del cine en el mundo árabe. El DIFF se lleva a cabo bajo la presidencia honoraria de Ahmed bin Saeed Al Maktoum. Es un evento cultural sin fines de lucro, presentado y organizado por la iniciativa gubernamental Dubai Internet City.
El DIFF presenta la excelencia cinematográfica de todo el mundo y ofrece una plataforma de alto perfil para aspirantes a talentos locales. El Premio Muhr a la Excelencia en el Cine Árabe se lanzó en 2006, con el objetivo de reconocer a los cineastas árabes tanto a nivel regional como internacional.
El Festival de Cine de Abu Dabi (ADFF) fue otro evento internacional de cine clave en la región árabe. Creada en 2007, la ceremonia se celebraba anualmente en octubre en Abu Dabi, Emiratos Árabes Unidos, por la Autoridad de Cultura y Patrimonio de Abu Dabi (ADACH), bajo el patrocinio del Jeque Sultán Bin Tahnoon Al Nahyan, presidente del ADACH. El objetivo del ADFF era fomentar y patrocinar el crecimiento de la cinematografía en el mundo árabe, exhibiendo películas de la región junto con destacadas producciones de cineastas internacionales. La primera edición del festival debutó con 152 películas y 186 proyecciones en distintos lugares de Abu Dabi. Un total de 76 largometrajes y 34 cortometrajes de más de 35 países compitieron por los premios Black Pearl. En 2015 fue clausurado para dar paso al SANAD, una iniciativa que busca fomentar las producciones cinematográficas en la región.
El Festival de Cine Doha Tribeca (DTFF) es un evento anual de cinco días fundado en 2009 para promover el cine árabe y para desarrollar una industria cinematográfica sostenible en Catar. El festival es uno de los eventos de entretenimiento más grandes de Catar, atrayendo por ejemplo más de 50.000 invitados en su versión de 2010.
El DTFF es el festival anual celebrado por el Instituto Cinematográfico de Doha, una organización fundada por Al-Mayassa bint Hamad bin Khalifa Al-Thani que implementa, consolida y supervisa las iniciativas cinematográficas en Catar.

### África
Desde 1976, El Cairo ha llevado ha realizado el Festival Internacional de Cine de El Cairo, el cual ha sido reconocido por la Federación Internacional de Asociaciones de Productores Cinematográficos. Existe otro festival de cine llevado a cabo en la ciudad de Alejandría. De las más de 4.000 películas cortas y largometrajes realizadas en países de habla árabe desde 1908, más de tres cuartos son producciones egipcias.
En 1987 se celebró el Primer Simposio de Cine Panafricano y Árabe de Mogadiscio, que reunió a una serie de destacados cineastas y expertos cinematográficos de todo el mundo, incluidas regiones del noreste de África y el mundo árabe, así como Asia y Europa. Celebrado anualmente en Mogadiscio, la capital de Somalia, el festival de cine fue organizado por la Agencia de Cine Somalí, el organismo regulador del cine en esa nación africana.
El Festival Internacional de Cine de Marrakech (FIFM) es un festival de cine celebrado anualmente en Marrakech, Marruecos. Desde su inauguración en el año 2000, el FIFM ha sido uno de los eventos más grandes dedicados al cine marroquí. También es el sitio de fotografía principal de muchas producciones internacionales. El jurado del festival reúne a escritores, actores y personalidades internacionales, y se esfuerza por recompensar a los mejores largometrajes y cortometrajes marroquíes y extranjeros. El FIFM está presidido por el príncipe Moulay Rachid de Marruecos.

## Iniciativas de apoyo
El Festival Internacional de Cine de Dubái desde 2010 comenzó a ofrecer a los cineastas grupos de intercambio y talleres de coproducción destinados a directores, guionistas y productores del mundo árabe. En 2011, el Festival de Cine de Abu Dhabi lanzó el fondo de desarrollo y postproducción SANAD para cineastas del mundo árabe. Con el objetivo de alentar el cine independiente y basado en el autor, los cineastas elegibles ahora tienen acceso a subvenciones financieras, guiones, talleres y reuniones personales con mentores y expertos de la industria.

## Películas destacadas
A continuación se presenta una lista con algunas películas destacadas producidas y realizadas en los últimos años en el mundo árabe.
- Mujeres de El Cairo (Egipto, 2009)
- Wadjda (Arabia Saudita, 2013)
- Barakah Meets Barakah (Arabia Saudita, 2013)
- El ídolo (Palestina, 2015)
- Mimosas (Catar, 2016)